# Popular Science
Popular Science, ou PopSci, est un magazine mensuel américain de vulgarisation scientifique qui a été fondé en 1872. Ce magazine a gagné plusieurs prix, dont des ASME awards pour l'excellence journalistique en 2003 (excellence générale) et 2004 (pour Meilleure section d'un magazine).
PopSci a été traduit dans environ 30 langues et est distribué dans quelque 45 pays[réf. souhaitée].

## Histoire
De 1935 à 1949, le magazine commandite une série de courts métrages produits par Jerry Fairbanks (en) et distribués par la Paramount Pictures.
Le 25 janvier 2007, Time Warner vend le magazine à Bonnier.
Le 24 septembre 2008, la maison d'édition australienne Australian Media Properties lance une version locale de Popular Science, qui mélange du contenu local avec du contenu de l'édition américaine.
En mars 2010, l'éditeur du magazine, en collaboration avec Google, a mis en ligne les archives numérisées des publications passées, lesquelles s'étalent sur 137 ans.

## Éditeurs
| Dates              | Éditeur                                                     |
| ------------------ | ----------------------------------------------------------- |
| 1872 – 1900        | D. Appleton & Company                                       |
| 1900 – 1901        | McClure, Philips and Company                                |
| 1901 – 1915        | Science Press                                               |
| 1915 – 1924        | Modern Publishing Company                                   |
| 1924 – 1967        | Popular Science Publishing Company                          |
| 1967 – 1973        | Popular Science Publishing Company, filiale de Times Mirror |
| 1973 – 2000        | Times Mirror Company                                        |
| 2000 – 2007        | Time Inc.                                                   |
| 2007 – aujourd'hui | Bonnier Magazine Group                                      |

Sources : American Mass-Market Magazines, The Wall Street Journal et New York Post.